# Zbór Luterańskiego Ewangelickiego Kościoła Augsburskiego Wyznania w Czeskim Cieszynie
Zbór Luterańskiego Ewangelickiego Kościoła Augsburskiego Wyznania w Czeskim Cieszynie – zbór (parafia) luterańska w Czeskim Cieszynie, należąca do Luterańskiego Ewangelickiego Kościoła Augsburskiego Wyznania w Republice Czeskiej, w kraju morawsko-śląskim, w Czechach.
Powstał po odłączeniu się LECAV od Śląskiego Kościoła Augsburskiego Wyznania w 1995 roku. Do 2011 roku nabożeństwa odbywały się w budynku kościoła "Na Niwach" w Czeskim Cieszynie. W latach 2010–2011 zbór luterański zakupił i wyremontował dawny żydowski dom przedpogrzebowy, położony na granicy cmentarza żydowskiego i komunalnego. Pierwsze nabożeństwo w nowej świątyni, która otrzymała nazwę kościoła Zmartwychwstania Pańskiego, odbyło się 31 października 2011 roku.
Do aktywności zboru zaliczyć można prowadzenie szkółek niedzielnych, prowadzenie godzin biblijnych i wykładów teologicznych oraz medytacji chrześcijańskich.